# Caroline Miskel Hoyt
Caroline Miskel Hoyt (1873-1898) est une actrice de théâtre américaine. Atteinte d'une affection du rein, elle décède des suites de son accouchement. Elle est la seconde femme du dramaturge Charles Hale Hoyt.

## Biographie
Caroline Miskel Scales nait le 15 septembre 1873 à Covington dans le Kentucky aux États-Unis. Ses parents, Christopher Columbus et Mary Menzies Scales, s'installent à Toronto au Canada, en 1875. Elle y étudie l'élocution, auprès de Jessie Alexander. À l'âge de 18 ans, elle se rend à New York pour y étudier le théâtre. Elle adopte pour nom de scène celui de Caroline Miskel.
Rapidement célèbre en raison de sa beauté et de son talent, elle épouse, le 4 mars 1893, le dramaturge américain Charles Hale Hoyt et se retire de la scène pour se consacrer à sa vie privée. 

## Galerie

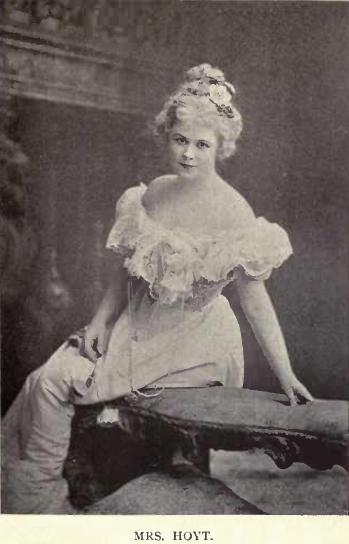
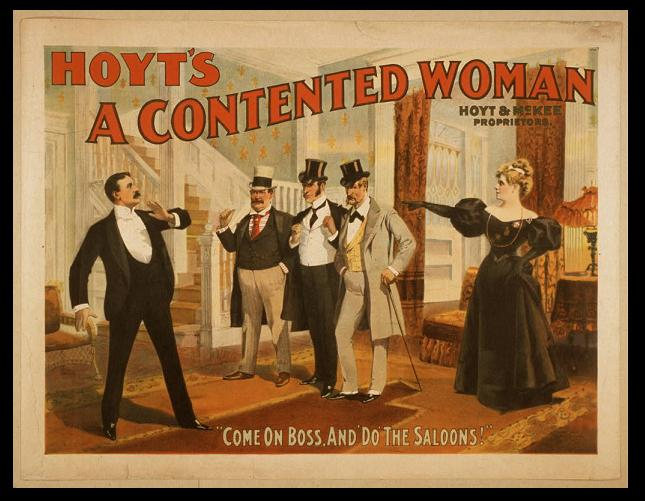
Affiche du film A Contented Woman (vers 1897) : film écrit pour elle, par son mari